# Élio Aristides
Públio Élio Aristides (em grego:  Αἴλιος Ἀριστείδης), 117-180, foi um foi um retórico e autor greco-romano considerado o primeiro exemplo dos segundos sofistas, um grupo de célebres e altamente influentes oradores que floresceu desde o reinado do imperador Nero até cerca de 230 d.C.. Mais de cinquenta de seus discursos e outros trabalhos sobrevivem, datandos da época dos reinados de Antonino Pio e Marco Aurélio. Seu sucesso inicial foi interrompido por séries de décadas de doença para a qual ele encontrou alívio na divina comunhão com o deus Esculápio, efetuada pela interpretação e obediência aos sonhos que teve enquanto dormia no sagrado recinto do deus. Ele mais tarde recordou essa experiência numa série de discursos intitulados "Contos Sagrados" (Hieroi Logoi). Mais tarde ele retomou sua carreira como um orador, alcançando notável sucesso, tal que Filostrato declararia que “Aristides foi de todos os sofistas o mais profundamente versado em sua arte.”